# Уитфийлд (окръг, Джорджия)
Окръг Уитфийлд (на английски: Whitfield County) е окръг в щата Джорджия, Съединени американски щати. Площта му е 754 km², а населението - 83 525 души (2000). Административен център е град Долтън.